# Sic semper tyrannis

Velká pečeť Virginie se státním mottem.

Sic semper tyrannis je latinská fráze, která znamená „tak vždy tyranům“. Fráze pravděpodobně pochází od Bruta během atentátu na Julia Caesara.
Tato fráze byla v historii použita v Evropě a dalších částech jako epitet nebo výzva proti zneužití moci. Ve Spojených státech amerických tuto frázi zvolal John Wilkes Booth během atentátu na Abrahama Lincolna. Timothy McVeigh měl na sobě tričko s touto frází a obrázkem Lincolna během zatčení. Fráze je také oficiálním mottem Virginie a města Allentownu v Pensylvánii.